# Kamesznica

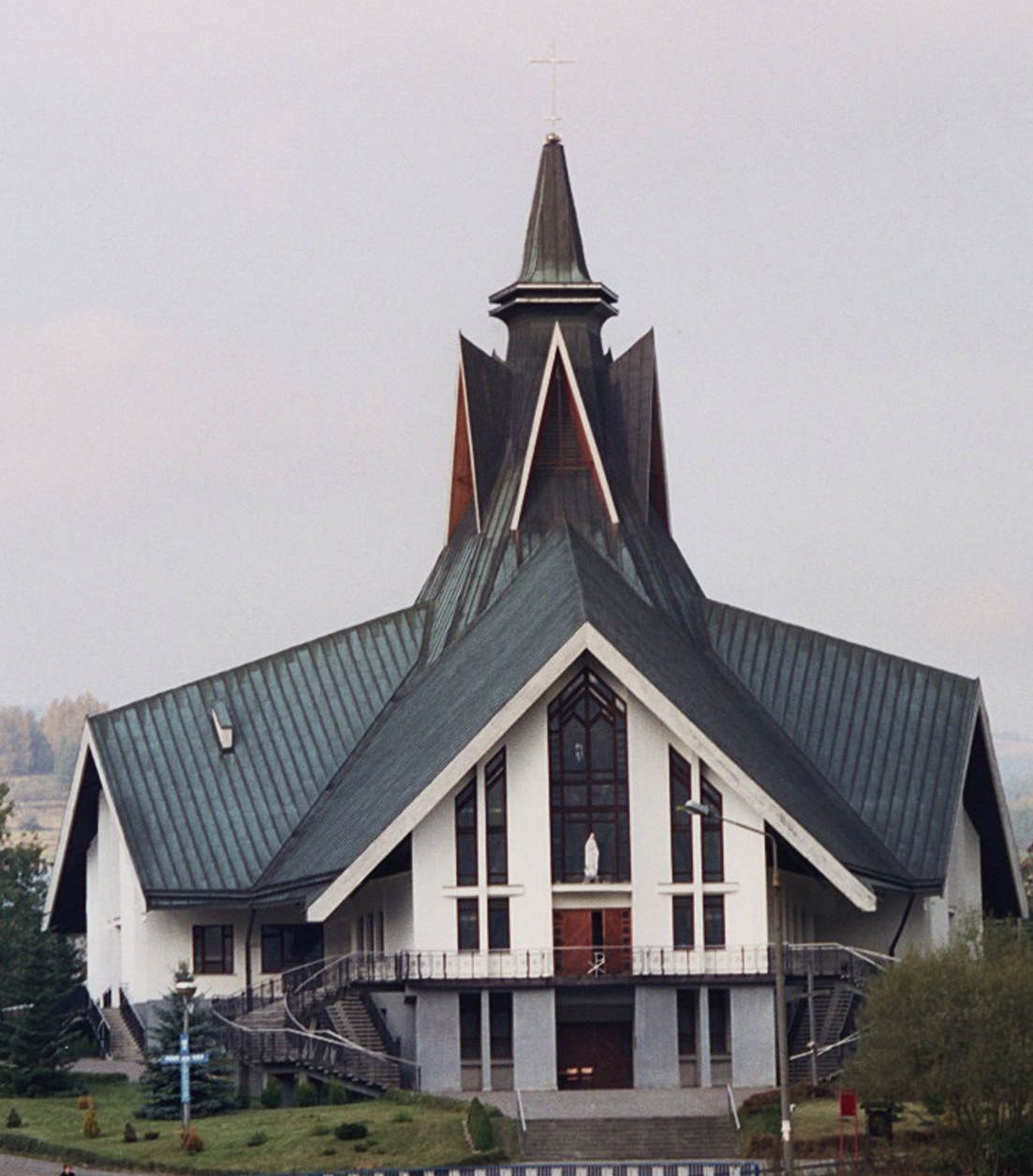
Marien-Kirche

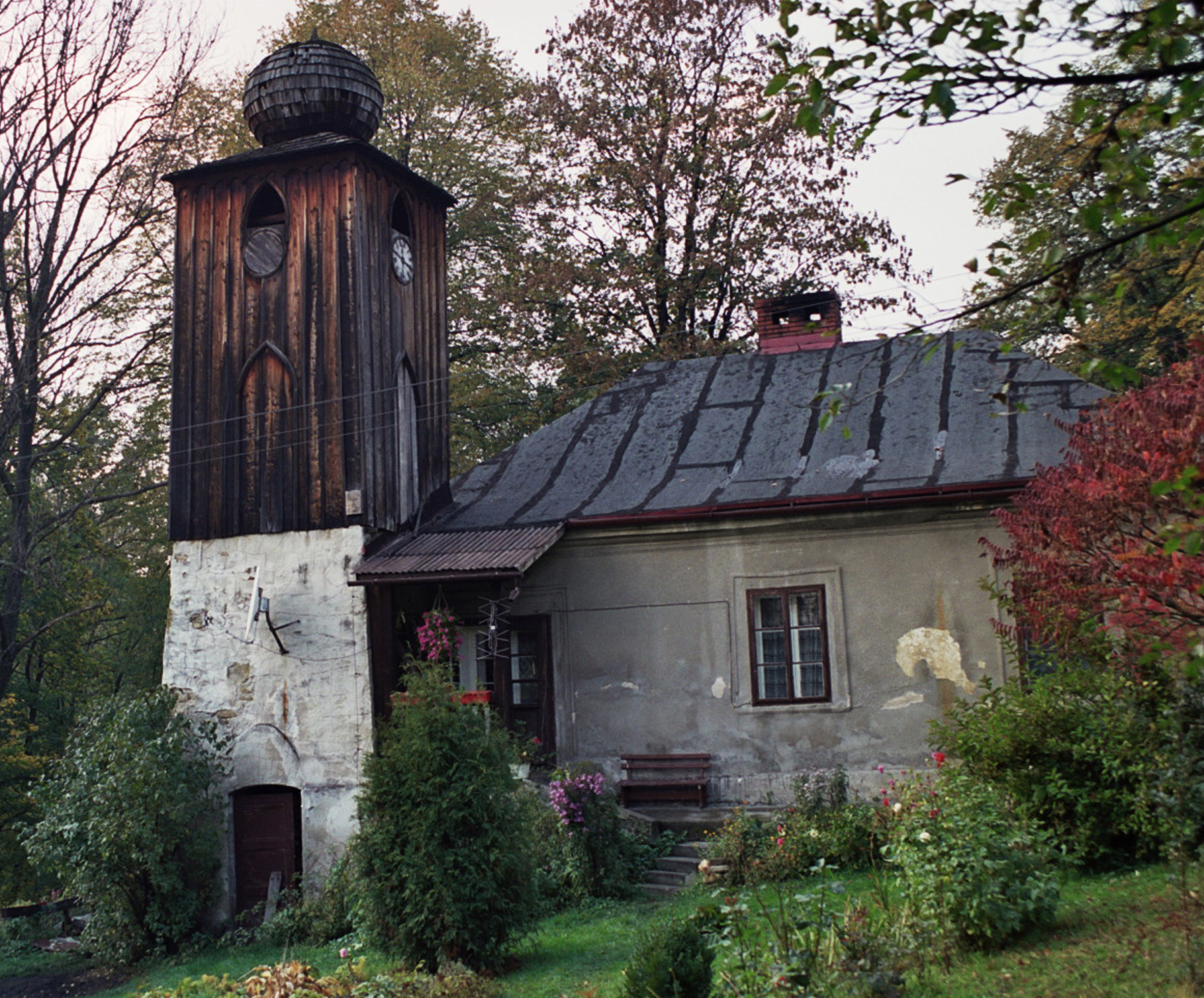
Kanzlei der Potockis mit hölzernem Glockenturm

Kamesznica ist ein Dorf in der Gemeinde Milówka im Powiat Żywiecki in der Woiwodschaft Schlesien.

## Geographie
Kamesznica liegt in den Schlesischen Beskiden, einem Gebirge in den äußeren Westkarpaten, südlich der Stadt Żywiec. Die Ortschaft erstreckt sich über mehrere Kilometer entlang der Straße im Tal der Bystra und Janoska am südöstlichen Hang der Barania Góra. Durch die Ortschaft fließen die Bystra und die Janoska, die in der Mitte der Ortschaft in der Kameszniczanka münden.
Das Dorf hat eine Fläche von 3930 ha (40,04 % der Landgemeinde). Ortsteile: Wężlówka, Czerwińskie, Złatna, Kurowski, Krzywa, Zarębki, Duraje, Gołuszki, Słowiki, Wałaszny, Za Groń.

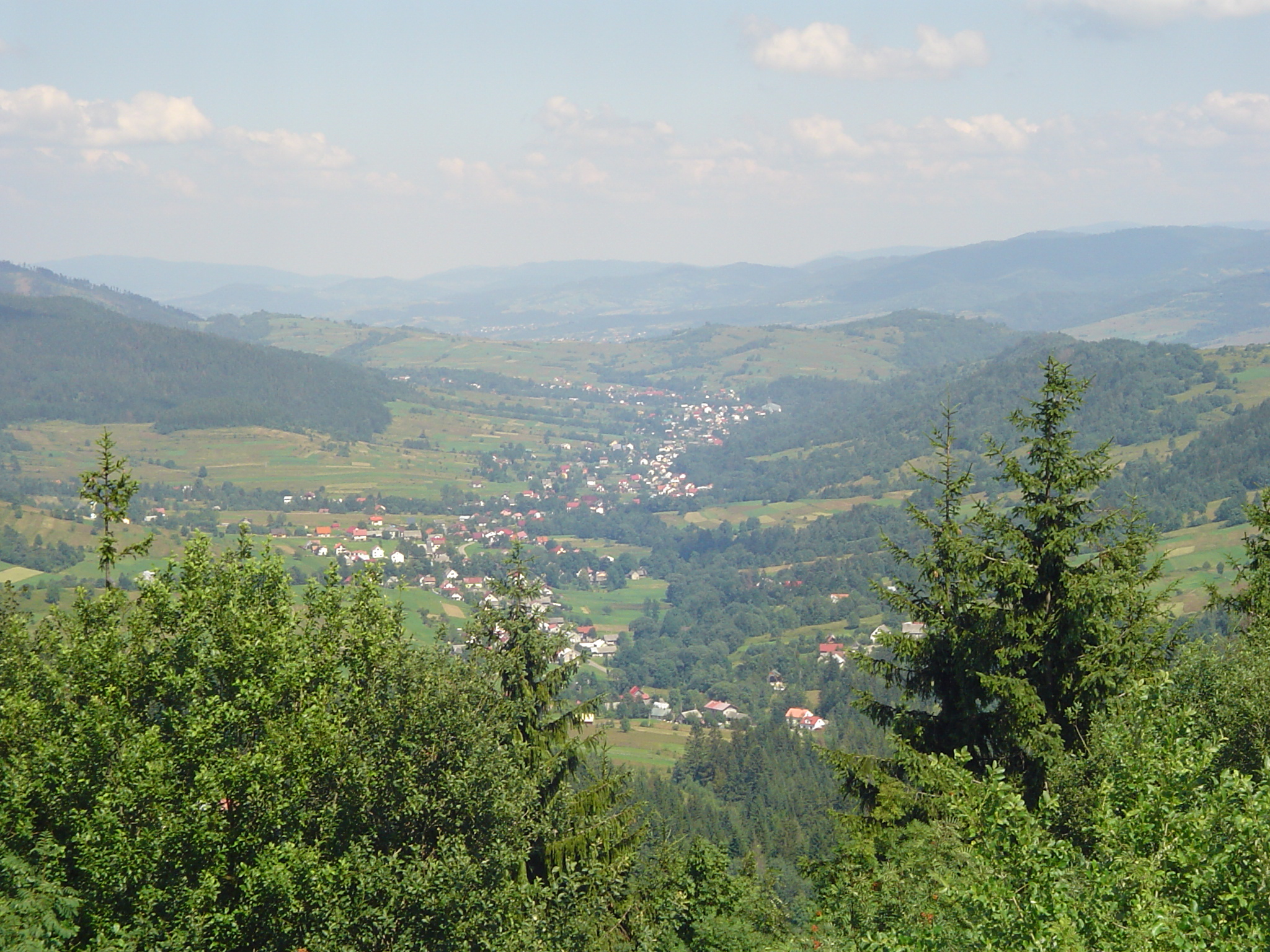
Blick auf das Dorf
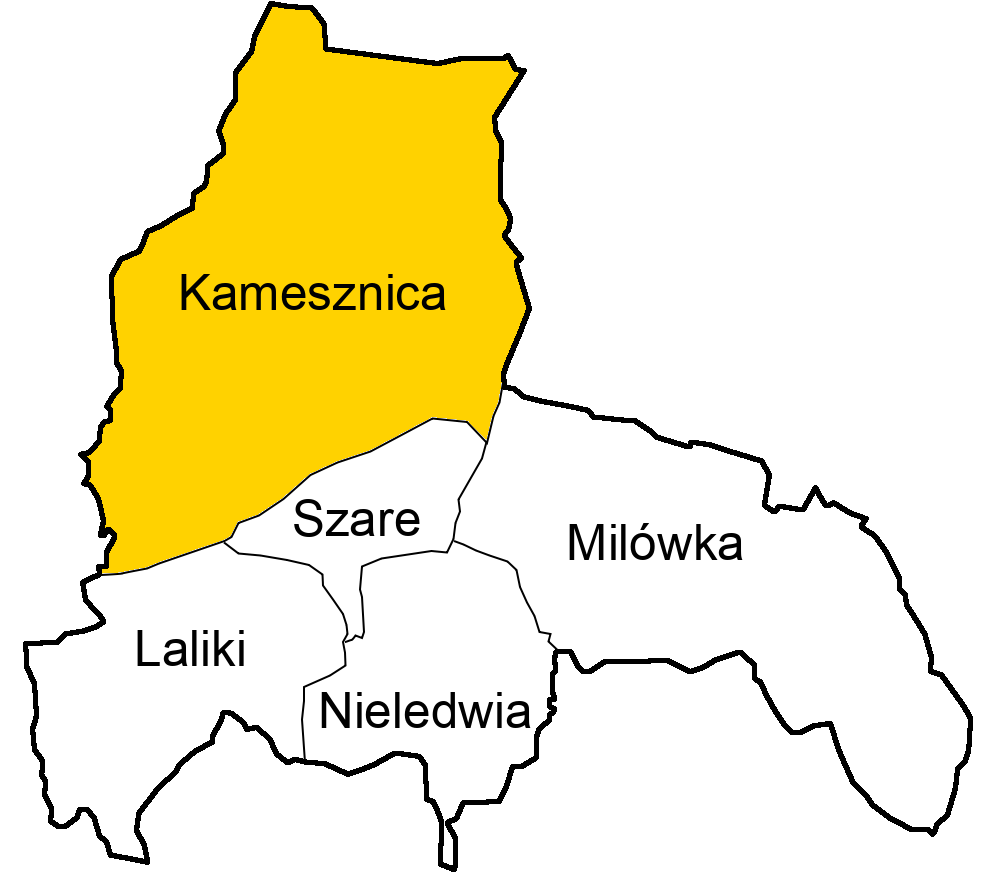
Dorf innerhalb der Gemeinde

## Geschichte
Die erste schriftliche Erwähnung stammt aus dem Jahre 1628. 1940 wurden 1269 Menschen im Rahmen der Saybusch-Aktion aus der Ortschaft vertrieben.
Der Wanderweg von Kamesznica auf den Barania Góra wird als einer der ältesten gekennzeichneten Wanderwege in Polen bezeichnet.

## Verkehr
In der Nähe der Ortschaft verläuft die Schnellstraße Droga ekspresowa S69 (teilweise im Bau) Bielsko-Biała–Żywiec–Zwardoń (PL/SK).